# 宮田陽・昇
宮田陽・昇（みやたよう・しょう）は漫才協会、落語芸術協会、マセキ芸能社所属の漫才師。旧コンビ名は「コックローチ」。

## メンバー
- 宮田 陽（みやた よう、本名:齊藤 敬 [さいとうけい]、1968年4月26日（56歳）- ） 秋田県出身 ボケ担当

秋田県立秋田高等学校、立命館大学法学部卒
1991年4月から12月まで劇団俳優座の研究生だった
2010年8月より漫才協会フットサル部漫チェスターP の選手兼監督
2015年6月　一般社団法人漫才協会 常務理事
2017年6月　一般社団法人漫才協会 副会長に就任
- 宮田 昇（みやた しょう、本名:板垣達也 [いたがきたつや]、1976年10月31日（48歳）- ） 広島市安芸区出身 ツッコミ担当

2010年1月4日に女性落語家の柳亭こみちと結婚
2013年5月6日長男誕生
2015年12月次男誕生
2017年6月 一般社団法人漫才協会 理事

## 概要
- 1993年8月 - 陽が「劇団 TIME Produce」を結成。
- 1995年8月 - 昇がTIME Produceに入団。
- 1997年11月 - TIME Produce解散。
- 1999年8月 - コンビ結成。
- 2001年5月 - 宮田章司（江戸の売り声を披露する漫談家で、宮田洋容門下）に弟子入りし、現在のコンビ名に改名。
- ロケット団、ナイツ、ホンキートンクを加えた4組で「漫才協会の四天王」と呼ばれる。
- 2013年に漫才協会認定の真打に昇進し、11月26日の漫才大会にて真打ち披露を行った[2]。

## 芸風
- 陽が日本47都道府県やアメリカ合衆国50州、アフリカ大陸、中国大陸を暗唱するなど秀逸な暗記力を持つ。
- 陽が昇に質問をして、昇に答えを聞かれた陽が「わかんねぇんだよ」と返すボケが多い。
- 以前は漫才の終りに陽が「人力車で帰ります」と言い、昇に乗っかり舞台からはけていた（袖に消える）。このネタは師匠である章司が陽司・昇司コンビの頃にやっていたネタである。昇が陽に「お前はわかんないことばかりだな」と言われ、陽が「俺にもわかることがある、そろそろ終わりの時間だ。」と言って終わっていた。
- 昇が谷繁元信に似ていることから、谷繁の中日在籍時代にはよくつかみに使っていた。
- 落語のネタを漫才で演じる「落語漫才」の評価も高い。

## 出演番組

### TV
- 笑点（日本テレビ）
- 初笑い東西寄席（NHK）
- 年忘れ漫才競演（NHK）
- 今夜も生でさだまさしスペシャル （NHK）
- 演芸図鑑（NHK）
- 漫才カーニバル2016（NHK）
- 浅草お茶の間寄席（チバテレビ、tvk）
- 笑って健康寄席もっともっと笑い亭（tvk）
- ふれあいホールお楽しみ寄席（NHK-BS）
- シブヤらいぶ館お好み寄席（NHK-BS）
- 笑点特大号（BS日テレ）
- BS笑点（BS日テレ）
- お笑い演芸館（BS朝日）
- あさくさ笑待席（BSジャパン）
- 柳家喬太郎のイレブン寄席（BS11）
- 笑点Jr.（CS日テレ）
- 漫才大行進ゲロゲーロ（J:COMテレビ）
- 東京下町人図鑑（J:COMチャンネルすみだ・台東）※宮田陽のみ

### ラジオ
- 真打競演（NHK第一）
- サンドウィッチマンの天使のつくり笑い（NHK第一）
- 爛漫ラジオ寄席（TBSラジオ）
- ABSラジオまつり（秋田放送）
- 歌武蔵の週刊らじちゃんこ（CBCラジオ）

### 映画
- 劇場版TRICK 霊能力者バトルロイヤル（2010年5月8日、東宝）
- 漫才協会 THE MOVIE 舞台の上の懲りない面々（2024年3月1日、KADOKAWA/ミックスゾーン/中京テレビ放送/ミラクルヴォイス[3]）

### Web
- 森永製菓「おかしな放課後」(陽のみ）- オカッシーナ博士（2021年7月～）

### 機内オーディオ
- JAL機内寄席チャンネル
- ANA機内寄席チャンネル

### 舞台・寄席
- 浅草東洋館
- 新宿末廣亭
- 浅草演芸ホール
- 池袋演芸場
- 上野広小路亭
- お江戸両国亭
- 国立演芸場
- 横浜にぎわい座

- 東京大神宮「十七日寄席」
- 千住寄席（6月、12月）

ほか

## 受賞歴
- 第3回漫才新人大賞優秀賞受賞（2004年）
- 第4回漫才新人大賞大賞受賞（2005年）
- 第66回文化庁芸術祭賞新人賞受賞（2012年）
- 平成28年度花形演芸大賞 銀賞受賞（2017年）